# Athanase David
Pour les articles homonymes, voir David.
Athanase David, de son nom complet  Louis Athanase David, né le 24 juin 1882 à Montréal et mort le 26 janvier 1953 dans la même ville, est un avocat et un homme politique québécois. Secrétaire de la province de Québec de 1919 à 1936, il est le maître d’œuvre des importantes mesures sociales et culturelles du gouvernement Taschereau qui marquent des jalons importants dans l'histoire de l'intervention de l'État québécois dans les secteurs de l'éducation, de la santé et du bien-être, traditionnellement pris en charge par l'Église, de même que dans le développement d'une politique culturelle québécoise spécifique.
On lui doit notamment la fondation d'importantes institutions culturelles comme les Archives nationales, le Musée national des beaux-arts du Québec, l'École des beaux-arts de Montréal et l'École des beaux-arts de Québec. Il est aussi le créateur des prix David, ancêtre des Prix du Québec.
Considéré par l'historien et sociologue Fernand Harvey comme un « véritable ministre de la Culture avant la lettre », Athanase David a joué selon lui un « rôle historique (...) déterminant (...) en matière de politiques culturelles » au Québec, « si bien qu’on peut parler d’un avant et d’un après David ».

## Biographie

### Enfance et formation

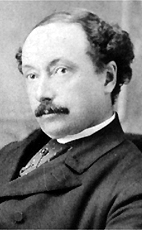
Laurent-Olivier David, père d'Athanase.

Né à Montréal le 24 juin 1882, Athanase David est le fils de Laurent-Olivier David et d'Albina Chenet. Son père est un homme politique, un journaliste et un historien à qui on doit notamment un ouvrage sur les patriotes de 1837-1838 et une biographie de Wilfid Laurier, un ami intime. Laurent-Olivier David est d'ailleurs un ardent libéral: il siège à l'Assemblée législative à partir de 1886 et devient sénateur en 1903. Nationaliste, il est élu président de la Société Saint-Jean-Baptiste de Montréal en 1887 et milite activement pour la construction du Monument national. En tant que journaliste, il co-fonde notamment L'Opinion publique, en 1870.
C'est donc dans un environnement familial aisé et bien ancré dans les milieux politique et intellectuel que grandit Athanase David. La mémoire des rébellions de 1837-1838, le nationalisme et la volonté d'émancipation économique des Canadiens français sont omniprésents dès l'enfance. Après des études classiques au Mont-Saint-Louis et au collège Sainte-Marie et des études en droit à l'Université Laval à Montréal, il est admis au Barreau de la province de Québec en juillet 1905. Il exerce quelques années le droit à Montréal, d'abord avec Édouard Montpetit et Arthur Vallée, puis au cabinet Elliot et David. 
Athanase David devient président de l'Association du Jeune Barreau de Montréal (AJBM) entre 1913 et 1915. Cette association, fondée en 1898, regroupe des jeunes avocats pratiquant le droit dans le district judiciaire de Montréal. Ce sera le premier poste électif qu'il occupera et ce sera le prélude d'une longue carrière politique.

### Carrière politique
Athanase David fait son entrée en politique active sous la bannière libérale lors des élections provinciales de 1916 en se faisant élire député à l’Assemblée législative du Québec dans la circonscription de Terrebonne, qui avait été représentée par son beau-père Guillaume-Alphonse Nantel, pour le compte des conservateurs, de 1882 à 1900. Cette élection reconduit le premier ministre Lomer Gouin et les libéraux au pouvoir.
Après avoir été réélu sans opposition en 1919, il intègre le cabinet de Gouin le 25 août 1919 à titre de secrétaire de la province, devenant, à 37 ans, le plus jeune ministre du cabinet. Il occupe également ce poste au sein du gouvernement de Louis-Alexandre Taschereau, successeur de Gouin, de 1920 à 1936.
Le secrétariat de la province de Québec est un ministère établi en 1867. Aboli en 1875, le ministère de l'Instruction publique est remplacé par le département de l'Instruction publique, un organe gouvernemental qui conserve des liens étroits avec le secrétariat de la province. En plus d'octroyer des subventions aux écoles, aux collèges et aux universités, le secrétariat s'occupe de l'enseignement technique et professionnel, à une époque où le réseau scolaire primaire, secondaire et classique est tenu par le clergé catholique. De ce fait, ce ministère est chargé de l'École polytechnique de Montréal, de l'École des Hautes Études commerciales (HEC), des écoles de réforme et d'industrie, ainsi que des écoles d'arts et métiers et des écoles professionnelles. Le secrétariat est également le Gardien du Grand Sceau de la province et s'occupe de conserver et enregistrer les lettres patentes et les documents officiels. 

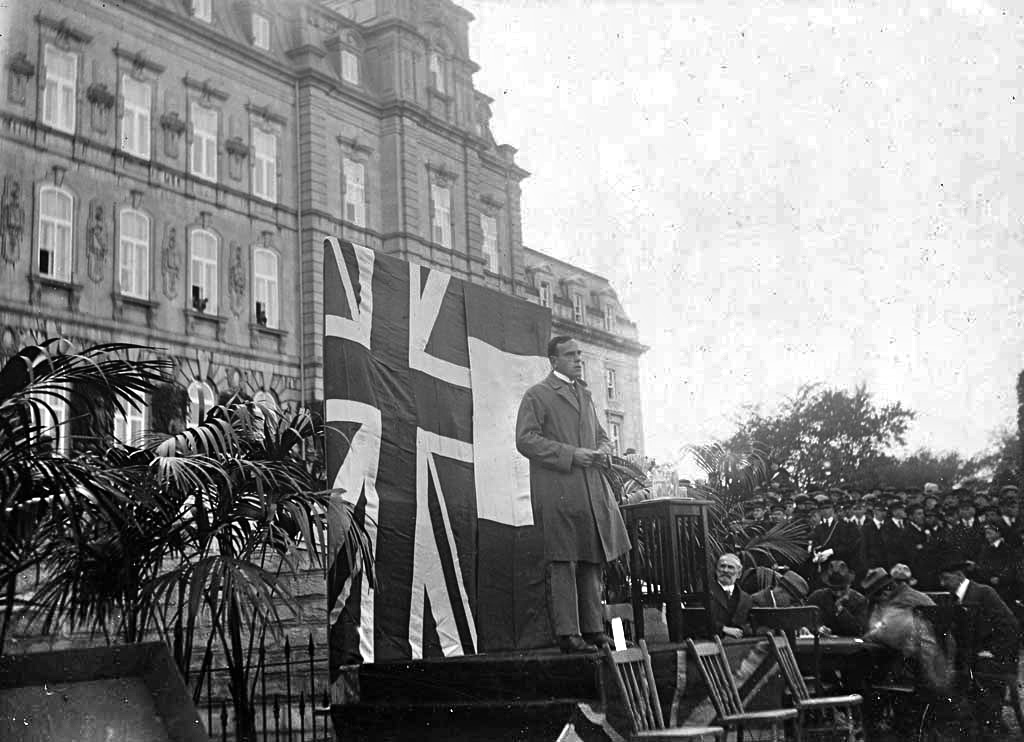
Athanase David prononçant un discours devant l'hôtel du Parlement à Québec à l'occasion du dévoilement d'une statue en l'honneur de La Vérendrye, en 1922.

C'est sous la direction d’Athanase David que le Secrétariat implante les premières institutions culturelles publiques québécoises : les Archives de la Province de Québec, la Commission des monuments historiques (ancêtre du Conseil du patrimoine culturel du Québec), le Musée de la Province de Québec, les premières écoles des beaux-arts, qui ouvrent leurs portes dans la métropole et dans la capitale.

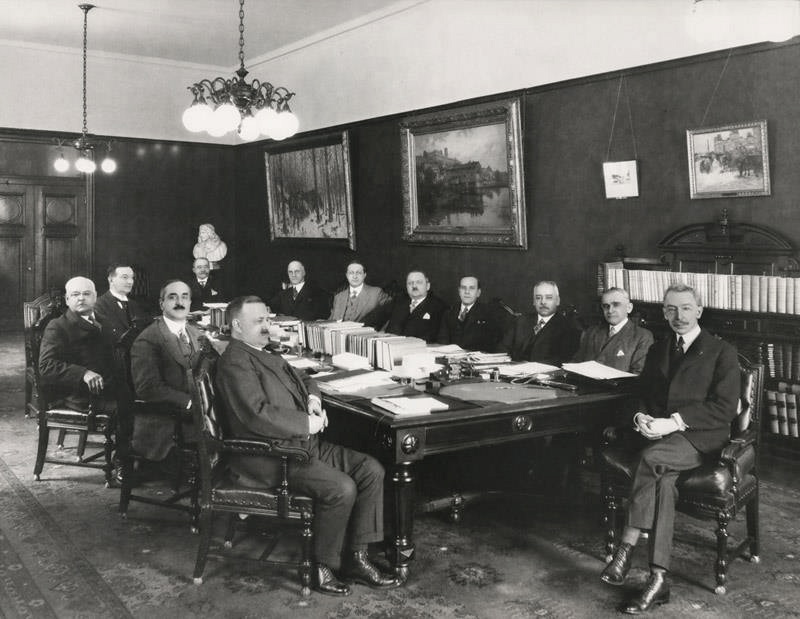
Le cabinet Taschereau, vers 1929, où siège Athanase David (4e à partir de la droite).

À titre de Secrétaire de la province, David fait aussi adopter en 1922 par l'Assemblée législative la Loi pour encourager la production d'œuvres littéraires ou scientifiques, qui « vise à favoriser l’avancement de la littérature et des sciences, à seconder les efforts des écrivains et à stimuler, par l’émulation, le goût des travaux littéraires et scientifiques ». Cette loi instaure des prix (communément nommés prix David) décernés à des écrivains ou des chercheurs qui ont soumis les meilleures œuvres littéraires ou scientifiques aux concours de la province. Ces prix sont les ancêtres directs des Prix du Québec. C'est pour cette raison que le prix littéraire Athanase-David commémore son nom.
David est réélu comme député dans Terrebonne aux élections de 1923, 1927, 1931, puis grâce au vote de l'officier rapporteur (président d'élection) en 1935,.
Le 11 juin 1936, Taschereau, déjà fortement contesté au sein de son parti par l'aile radicale, est contraint de démissionner à la suite de la mise au jour de scandales dans lesquels étaient impliqués son frère et plusieurs hauts fonctionnaires du gouvernement. Son successeur, Adélard Godbout, qui cherche à se dissocier du précédent gouvernement, ne conserve en poste aucun des ministres qui ont siégé avant 1935 au cabinet de Taschereau, même ceux dont l'intégrité était au-dessus de tout soupçon. David, qui est ainsi du nombre des exclus, est remplacé au Secrétariat de la province par Charles-Auguste Bertrand le 27 juin.
Athanase David choisit alors de ne pas se représenter à l'élection de 1936 au cours de laquelle le Parti libéral essuie une sévère défaite qui met fin à 39 ans de domination libérale au gouvernement.

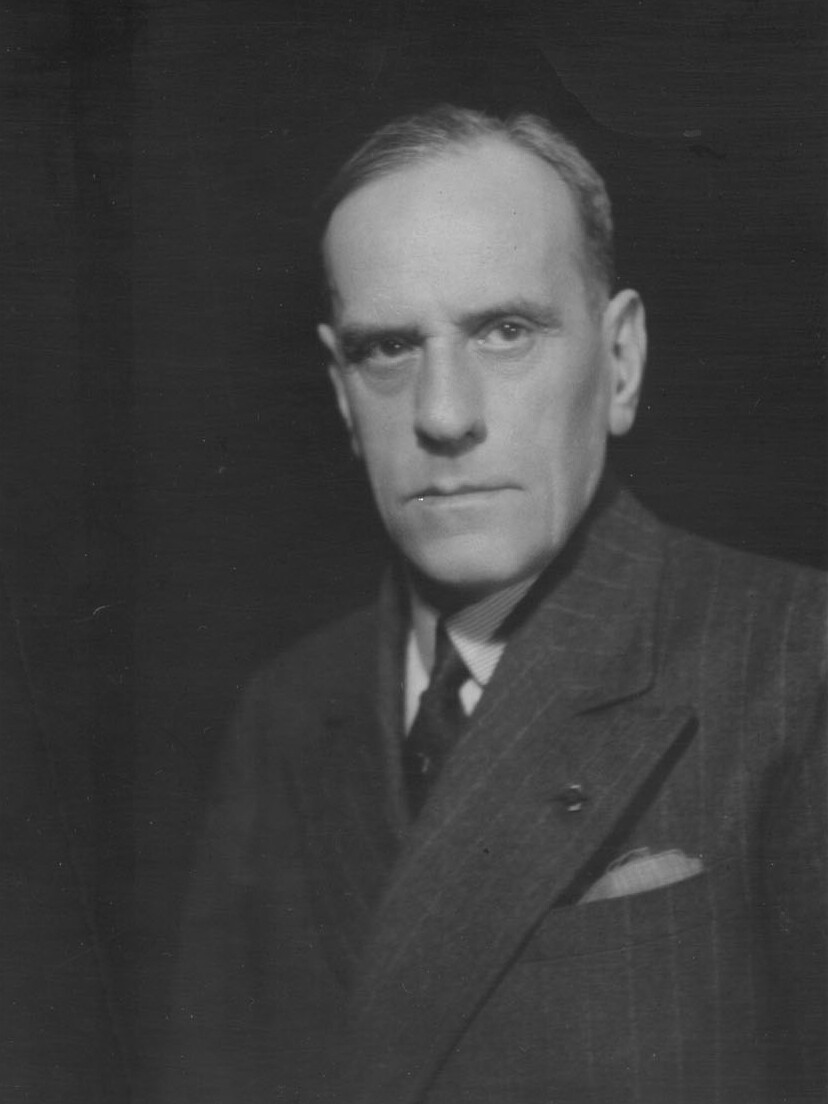
Athanase David, sénateur, vers 1942-1948

Lors de l'élection de 1939, David se porte de nouveau candidat dans Terrebonne et est réélu, tandis que son parti est reporté au pouvoir. Godbout, qui ne veut toujours pas de lui comme ministre au sein de son nouveau cabinet, souhaite lui confier la présidence de l'Assemblée législative. David, Secrétaire de la province durant 17 ans et vedette des cabinets Taschereau, considère comme une injure cette nomination à un poste honorable mais relativement sans influence. La situation se dénoue à quelques jours de l'ouverture de la session parlementaire, lorsque le premier ministre canadien, William Lyon Mackenzie King, sur l'intervention de Godbout, nomme David sénateur le 9 février 1940,. Il démissionne de sa fonction de député le 14 février suivant pour siéger au Sénat, jusqu'à son décès en 1953,.

### Mort
Athanase David meurt à Montréal le 26 janvier 1953. Le 30 janvier, il est inhumé au cimetière de Sainte-Agathe-des-Monts.

## Implication culturelle et sociale

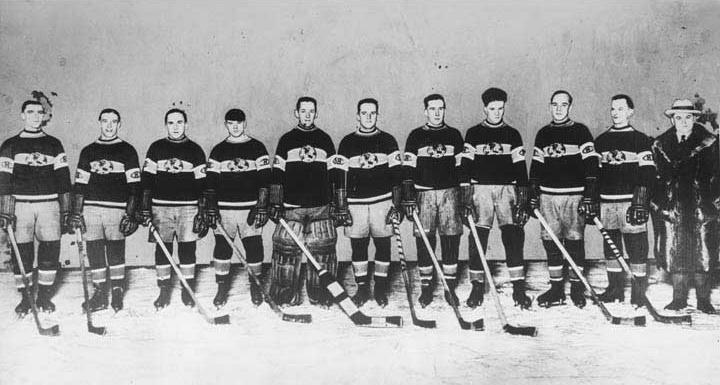
L'équipe des Canadiens de Montréal en 1924 après avoir gagné la Coupe Stanley, alors qu'Athanase David est président du club de hockey.

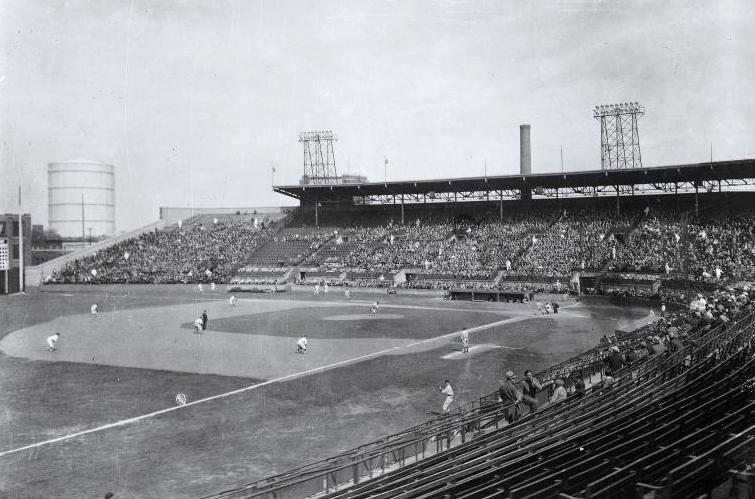
Un match des Royaux au stade Delorimier dans les années 1930.

Amateur de sport, Athanase David devient président du club de hockey des Canadiens de Montréal en novembre 1921 après son acquisition par Léo Dandurand, Joseph Cattarinich et Louis A. Létourneau et le demeure jusqu'à la revente du club, le 17 septembre 1935. Sous sa présidence, le club remporte la Coupe Stanley à trois reprises, en 1923-1924, 1929-1930 et 1930-1931.
En 1928, à l'instigation de l'Américain George Stallings, importante personnalité de la Ligue majeure de baseball, Athanase David persuade l'homme d'affaires montréalais Ernest Savard, un courtier en valeurs mobilières, de s'associer avec eux pour ressusciter le défunt club de baseball des Royaux de Montréal (Montreal Royals) (1897-1917) en rachetant la concession de Jersey City de la Ligue internationale pour 225 000 $. Savard se charge de rassembler les autres investisseurs montréalais tandis que David supervise la construction de l'édifice destiné à accueillir la nouvelle équipe, le stade Delorimier qui doit être suffisamment vaste pour accueillir les nombreux spectateurs que les propriétaires espèrent attirer. Les travaux débutent en janvier 1928 et la partie inaugurale a lieu le 5 mai de la même année.
Partageant l'intérêt de son épouse pour le développement de la vie musicale montréalaise, il joue un rôle important dans la fondation de l'Orchestre symphonique de Montréal en 1934 pour lequel il obtient notamment une importante subvention du gouvernement du Québec. Il est aussi cofondateur avec sa femme, en 1939, des Festivals de Montréal.
Le couple David sera proche d'éminentes figures des milieux artistique et intellectuel québécois, notamment le sociologue Édouard Montpetit, les peintes Horatio Walker et Marc-Aurèle de Foy Suzor-Côté, le sculpteur Alfred Laliberté et le chef d'orchestre Wilfrid Pelletier. Ils se rendent fréquemment à New-York pour assister à des concerts ou des opéras et voyagent en France, jouissant de l'aide financière de Zoé Lafontaine, l'épouse de Wilfrid Laurier.   

## Vie privée
Athanase David épouse à Montréal, le 3 novembre 1908, Antonia Nantel (1886-1955), la fille de l'influent journaliste et homme politique conservateur Guillaume-Alphonse Nantel,,. Après avoir étudié le piano au Québec puis au Conservatoire de Paris auprès d'Antoine-Émile Marmontel, elle rentre au pays pour se consacrer au développement du milieu musical montréalais. Après son mariage, elle joue un rôle important dans le développement de la vie musicale montréalaise, d'abord à titre de membre du conseil exécutif du Montreal Orchestra (1930-1934),, puis par sa participation à la fondation de l'Orchestre symphonique de Montréal (1934),, enfin comme cofondatrice des Festivals de Montréal (en association avec Wilfrid Pelletier) en 1936, dont elle assume la présidence jusqu'en 1952,.
Le couple a eu cinq enfants :
- Simone David (1911-2012), fondatrice de l'hôpital Marie-Enfant, membre de l'Ordre du Canada et grand-officier de l'Ordre national du Québec[22].
- Nantel David (1912-1972)
- Madeleine David (1915-1984), épouse d'Hector Lamontagne, frère de Gilles Lamontagne
- Suzanne David
- Paul David (1919-1999), cardiologue, fondateur de l'Institut de cardiologie de Montréal et sénateur canadien

Outre Paul et Simone, le couple compte parmi sa descendance plusieurs personnalités publiques reconnues, notamment la militante féministe et altermondialiste Françoise David, ancienne députée et porte-parole du parti Québec solidaire, le politologue Charles-Philippe David, la psychologue et femme politique Hélène David et le producteur de cinéma Pierre David
Athanase David est fait chevalier de la Légion d'honneur en 1923, officier en 1925 et commandeur en 1934.

## Commémoration
Le nom d'Athanase David est aujourd'hui surtout associé aux yeux du public au prix littéraire québécois qui porte son nom.
Le 30 juin 1944, le village de Saint-Jean-Baptiste-de-Bélisle, dans les Laurentides, reçoit la nouvelle dénomination de Val-David en son honneur et en celui de son père. La salle communautaire du village a été nommée salle Athanase-David le 9 juillet 2021,.
Un pavillon de l'Université du Québec à Montréal ainsi qu'un pont reliant Laval à Bois-des-Filion sont nommés en son honneur.

## Publications
- Athanase David, En marge de la politique, Montréal, Lévesque, 1934. 181 p. (recueil de discours) [lire en ligne]